# Marian Suwała
Marian Suwała (ur. 11 sierpnia 1942, zm. 10 stycznia 2018) – polski nauczyciel.

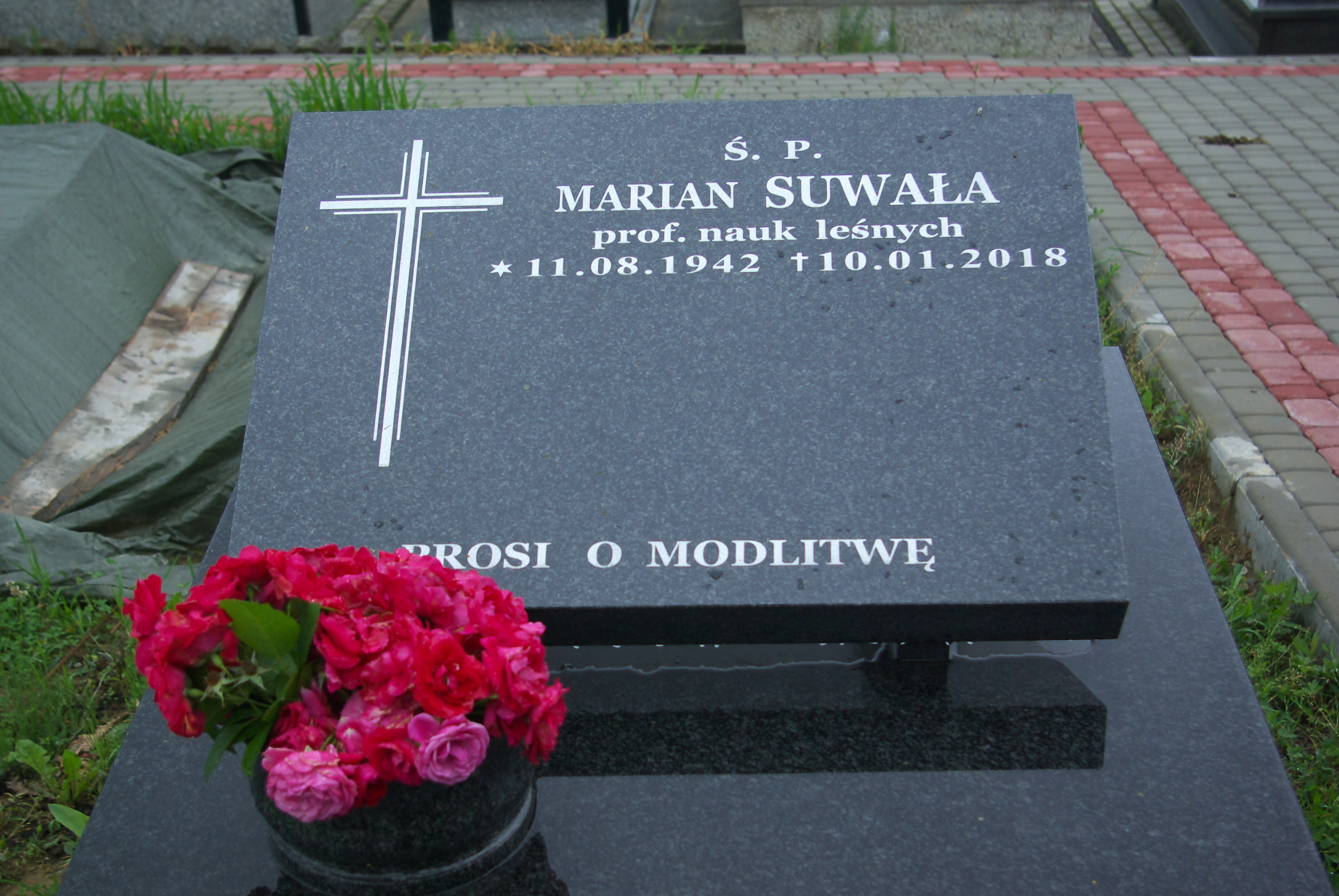
Nagrobek Mariana Suwały

## Życiorys
W 1988 uzyskał stopień doktora, a w 1999 stopień doktora habilitowanego. Postanowieniem prezydenta RP Lecha Kaczyńskiego z 2007 otrzymał tytuł profesora nauk leśnych (uroczystość wręczenia tytułu odbyła się w 2008). Specjalizował się w technologii pozyskiwania drewna. Przez wiele lat był zatrudniony w Instytucie Badawczym Leśnictwa.
Zmarł 10 stycznia 2018 w wieku 75 lat. Został pochowany na cmentarzu w Grabownicy Starzeńskiej.